# Verbascum haraldi-adnani
Verbascum haraldi-adnani är en flenörtsväxtart som beskrevs av Gerald Parolly och Eren. Verbascum haraldi-adnani ingår i släktet kungsljus, och familjen flenörtsväxter. Inga underarter finns listade i Catalogue of Life.